# Didemnum parvum
Didemnum parvum is een zakpijpensoort uit de familie van de Didemnidae. De wetenschappelijke naam van de soort is voor het eerst geldig gepubliceerd in 2003 door Monniot & Monniot.